# Elytraria cubana
Elytraria cubana är en akantusväxtart som beskrevs av Brother Alain. Elytraria cubana ingår i släktet Elytraria och familjen akantusväxter. Inga underarter finns listade i Catalogue of Life.